# Sony Xperia SP

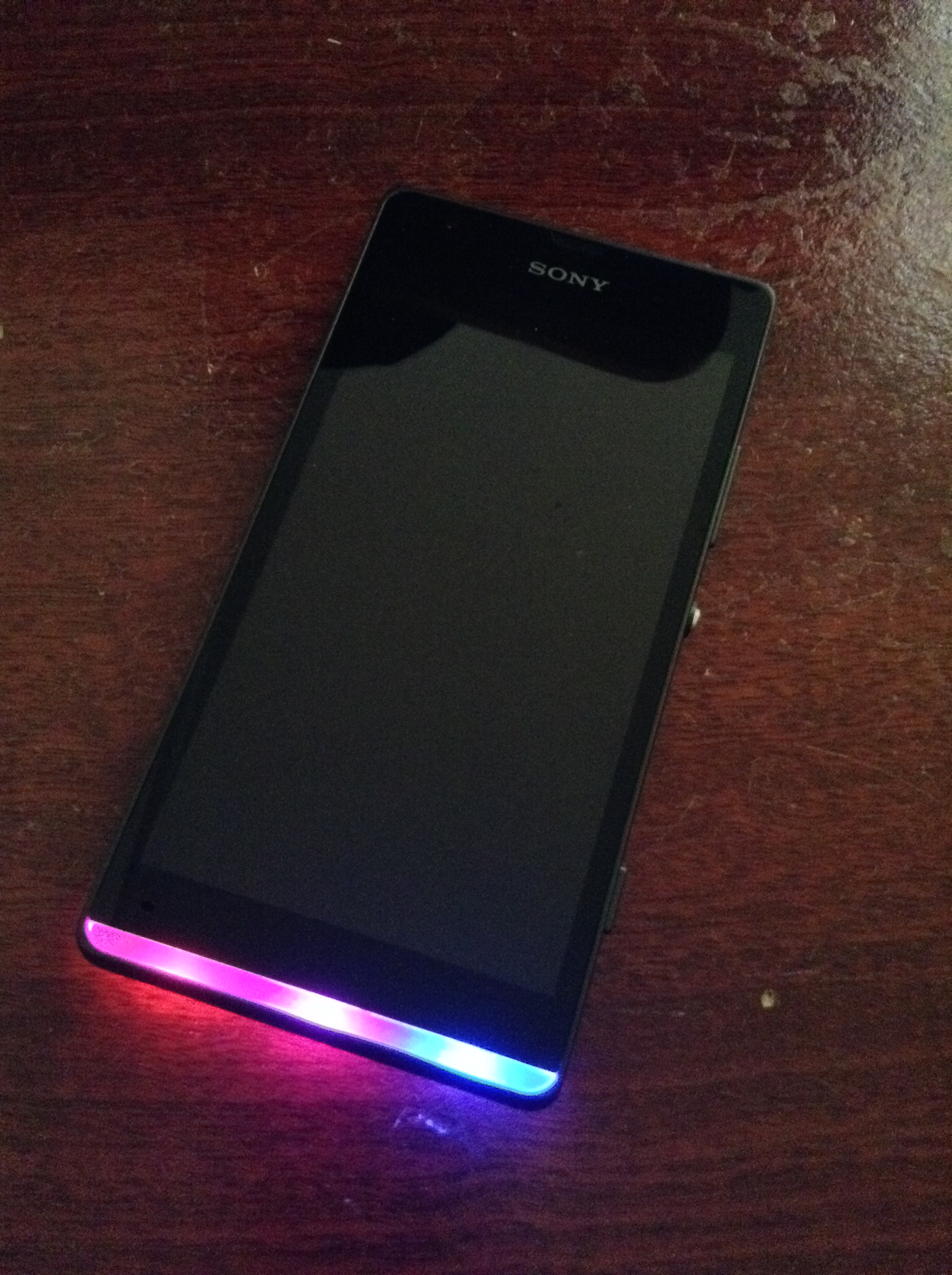
Cinta transparente iluminada

El Sony Xperia SP es un teléfono inteligente descontinuado de gama media alta, sucesor del antiguo Sony Xperia S y es desarrollado por la empresa japonesa Sony Mobile Communications que dispone del sistema operativo Android 4.1.2 Jelly Bean, el cual fue actualizado a Android 4.3 Jelly Bean durante el transcurso de febrero de 2014 y Sony anunció que saldría una actualización a Android 4.4 Kitkat en el futuro pero en septiembre de 2014 la actualización fue cancelada. El teléfono fue anunciado en marzo de 2013. El Sony Xperia SP es un teléfono inteligente Android con un diseño que combina elementos de Sony NXT y el Xperia Z, como su cinta transparente iluminada y la tecla distintiva de encendido. En cuanto a hardware, posee una pantalla 720p de 4.6 pulgadas, procesador Snapdragon S4 Pro de 1.7GHz, 1GB de RAM, cámara de 8 megapíxeles con sensor Exmor RS.

## Especificaciones

### Pantalla y diseño
- Tipo de SIM: Micro.
- Dimensiones: 130.6 x 67.1 x 10 mm.
- Peso: 155 gramos.
- Batería interna no removible tipo Li-Ion de 2370 mAh.
- Pantalla TFT de 4.6", 1280 x 720 píxeles (319 ppi), con 16,777,216 colores
- Corning Gorilla glass
- Sony Mobile BRAVIA® Engine 2
- Pantalla capacitiva, soporta 10 puntos a la vez
- Modo de guante
- Efectos de luces con 3 LED
- Disponible en color rojo, negro y blanco

### Cámara y vídeo
- 8 megapixel con autofocus
- Zoom digital de 16x
- Sony Exmor RS™
- BRAVIA® Engine 2
- Grabación de video FULL HD (1080p)
- Cámara frontal con resolución VGA
- Detección de automático de escena (Superior Auto Mode), detección de sonrisas y de rostros
- HDR
- Panorama
- Flash LED
- Videollamadas

### Procesador y memoria
- Procesador 1.7 GHz Qualcomm Snapdragon S4 Pro MSM8960T, dual-core Krait 200, plataforma Viskan[3]
- 1 GB de memoria RAM
- 8 GB memoria de almacenamiento expandible mediante tarjetas micro SD (hasta 32gb)

### Conectividad y comunicaciones
- C5302
  - Red 2G: GSM GPRS EDGE 850/900/1800/1900
  - Red 3G: UMTS HSPA HSPA+ 850/900/1700/1900/2100
- C5303 y C5306 (soporta también red 4G LTE en países latinoamericanos)
  - LTE: 800/850/900/1800/2100/2600
- Radio FM con RDS
- Puerto jack para auriculares 3.5 mm
- Bluetooth 4.0
- DLNA
- GPS, A-GPS y GLONASS
- MHL
- Media Go
- Micro USB, carga USB y USB High speed 2.0
- NFC
- Xperia Link
- Wi-Fi 802.11 a/b/g/n, Wi-Fi Hotspot y Wi-Fi Direct
- Sincronización via Exchange ActiveSync, Facebook, Google Sync y SyncML

## Configuraciones y funciones
- Manuales interactivos Archivado el 10 de enero de 2015 en Wayback Machine.